# Liste der Monuments historiques in Lormaison
Die Liste der Monuments historiques in Lormaison führt die Monuments historiques in der französischen Gemeinde Lormaison auf.

## Liste der Objekte
| Bezeichnung                  | Beschreibung   | Standort                            | Kennzeichnung | Schutzstatus | Datum | Bild |
| ---------------------------- | -------------- | ----------------------------------- | ------------- | ------------ | ----- | ---- |
| Grabplatte für Jacques Famin | Stein, um 1600 | in der Kirche Ste-Marguerite (Lage) | PM60000998    | Classé       | 1912  |      |